# كلارنس تيكس ووكر
كلارنس تيكس ووكر (بالإنجليزية: Clarence Tex Walker)‏ هو مغني أمريكي، ولد في 24 يناير 1946 في وينستون-سالم في الولايات المتحدة، وتوفي في 8 أغسطس 2007 في وودستوك ‏ في المملكة المتحدة بسبب نوبة قلبية.